# Saint Michel de l'Attalaye
Saint Michel de l'Attalaye (em crioulo, Sen Michèl Latalay), é uma comuna do Haiti, situada no departamento do Artibonite e no arrondissement de Marmelade.
De acordo com o censo de 2003, sua população total é de 95.216 habitantes.